# Dominik Windisch
Dominik Windisch (* 6. listopadu 1989 Bruneck) je bývalý italský biatlonista, mistr světa ze závodu s hromadným startem z roku 2019 a trojnásobný bronzový medailista z olympijských her.
Ve Světovém poháru dále triumfoval v závodu s hromadným startem v kanadském Canmore v únoru 2016. Třikrát triumfoval jako člen italské mužské nebo smíšené štafety.
Na olympijských hrách získal tři bronzové medaile – první ve smíšené štafetě na Zimních olympijských hrách 2014. O čtyři roky později v Pchjongčchangu obhájil bronz ve smíšené štafetě a jako třetí dojel i ve sprintu.
Sportovní kariéru ukončil v březnu 2022.
Jeho bratrem je bývalý biatlonista Markus Windisch.

## Výsledky

### Olympijské hry a mistrovství světa
Windisch je trojnásobným účastníkem zimních olympijských her a devítinásobným účastníkem Mistrovství světa v biatlonu. Jeho nejlepším výsledkem z olympijských her v závodech jednotlivců je 3. místo ze sprintu, z mistrovství světa pak zlatá medaile ze závodu s hromadným startem z Östersundu v roce 2019.
| Sezóna  | D   | Místo                | SP  | SZ  | HZ  | IZ  | ŠT  | SŠT | SZD | Věk    |
| ------- | --- | -------------------- | --- | --- | --- | --- | --- | --- | --- | ------ |
| 2010/11 | MS  | Chanty-Mansijsk      | –   | –   | –   | 56. | –   | –   | ×   | 21 let |
| 2011/12 | MS  | Ruhpolding           | 68. | –   | –   | –   | 4.  | –   | ×   | 22 let |
| 2012/13 | MS  | Nové Město na Moravě | 57. | 33. | –   | 18. | 7.  | 4.  | ×   | 23 let |
| 2013/14 | ZOH | Soči                 | 11. | 25. | 25. | 64. | 5.  | 3.  | ×   | 24 let |
| 2014/15 | MS  | Kontiolahti          | 23. | 35. | –   | 91. | 12. | 7.  | ×   | 25 let |
| 2015/16 | MS  | Oslo                 | 5.  | 28. | 4.  | 60. | 11. | 8.  | ×   | 26 let |
| 2016/17 | MS  | Hochfilzen           | 18. | 25. | 24. | 21. | 5.  | 4.  | ×   | 27 let |
| 2017/18 | ZOH | Pchjongčchang        | 3.  | 16. | 17. | 50. | 12. | 3.  | ×   | 28 let |
| 2018/19 | MS  | Östersund            | 27. | 17. | 1.  | 29. | 15. | 3.  | –   | 29 let |
| 2019/20 | MS  | Antholz-Anterselva   | 48. | 51. | 14. | 75. | 7.  | 2.  | –   | 30 let |
| 2020/21 | MS  | Pokljuka             | 34. | 36. | –   | 45. | 6.  | –   | –   | 31 let |
| 2021/22 | ZOH | Peking               | 30. | 26. | 5.  | 14. | 7.  | –   | ×   | 32 let |

Poznámka: Výsledky z mistrovství světa se započítávají do celkového hodnocení světového poháru, výsledky z olympijských her se dříve započítávaly, od olympijských her v Soči 2014 se kromě smíšené štafety z téhož roku nezapočítávají.

### Juniorská mistrovství
Zúčastnil se tří Mistrovství světa juniorů v biatlonu. Individuálně nejlépe obsadil 6. pozici ve vytrvalostním závodě ve švédském Torsby v roce 2010. Na šampionátu v Ruhpoldingu 2008 v Německu skončil s mužskou štafetou na třetím místě.
| Sezóna  | Akce | Místo      | SP  | SZ  | IZ  | ŠT  | Věk    |
| ------- | ---- | ---------- | --- | --- | --- | --- | ------ |
| 2007/08 | MSJ  | Ruhpolding | 26. | 28. | 16. | 3.  | 18 let |
| 2008/09 | MSJ  | Canmore    | 16. | 31. | –   | 7.  | 19 let |
| 2009/10 | MSJ  | Torsby     | 23. | 8.  | 6.  | 10. | 20 let |

## Vítězství v závodech světového poháru, na mistrovství světa a olympijských hrách

### Individuální
| Č.                           | sezóna    | datum           | místo                   | disciplína                |
| ---------------------------- | --------- | --------------- | ----------------------- | ------------------------- |
| 1.                           | 2015/2016 | 6. února 2016   | Canmore, Kanada         | závod s hromadným startem |
| 2.                           | 2018/2019 | 17. března 2019 | Östersund, Švédsko (MS) | závod s hromadným startem |
| – závod na mistrovství světa |           |                 |                         |                           |

### Kolektivní
| Č. | sezóna    | datum              | místo               | disciplína      |
| -- | --------- | ------------------ | ------------------- | --------------- |
| 1. | 2011/2012 | 5. ledna 2012      | Oberhof, Německo    | štafeta         |
| 2. | 2017/2018 | 10. března 2018    | Kontiolahti, Finsko | smíšená štafeta |
| 3. | 2019/2020 | 30. listopadu 2019 | Östersund, Švédsko  | smíšená štafeta |

#### Profily
- Dominik Windisch v databázi Mezinárodní biatlonové unie (anglicky)
- (anglicky) Profil Dominika Windische na stránkách Atomic.com
- Dominik Windisch v databázi Olympedia (anglicky)